# Polyceridae
Famille
Les Polyceridae forment une famille de mollusques gastéropodes marins de l'ordre des nudibranches.

## Liste des genres

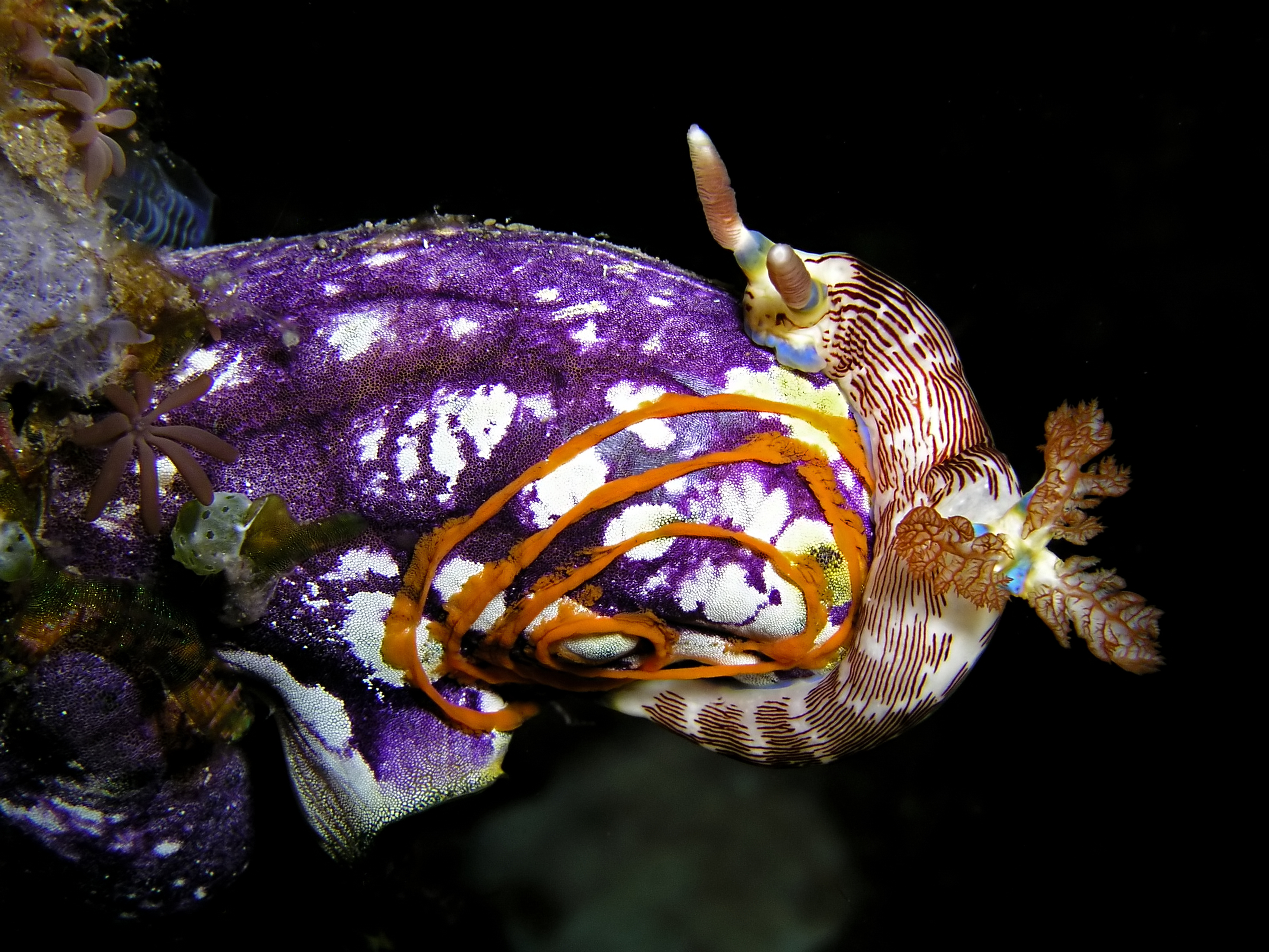
Nembrotha lineolata et sa ponte.

Selon World Register of Marine Species (12 novembre 2013), prenant pour base la taxinomie de Bouchet & Rocroi (2005), on compte 19 genres :
- sous-famille Kalinginae Pruvot-Fol, 1956
  - Kalinga Alder & Hancock, 1864
- sous-famille Kankelibranchinae Ortea, Espinosa & Caballer, 2005
  - Kankelibranchus Ortea, Espinosa & Caballer, 2005
- sous-famille Nembrothinae Burn, 1967
  - Martadoris Willan & Y.-W. Chang, 2017
  - Nembrotha Bergh, 1877
  - Roboastra Bergh, 1877
  - Tambja Burn, 1962
  - Tyrannodoris Willan & Y.-W. Chang, 2017
- sous-famille Polycerinae Alder & Hancock, 1845
  - Gymnodoris W. Stimpson, 1855
  - Lamellana Lin, 1992
  - Lecithophorus Macnae, 1958
  - Palio Gray, 1857
  - Paliolla Burn, 1958
  - Polycera Cuvier, 1816
  - Polycerella A. E. Verrill, 1880
  - Thecacera J. Fleming, 1828
- sous-famille Triophinae Odhner, 1941
  - Colga Bergh, 1880
  - Crimora Alder & Hancock, 1862
  - Heteroplocamus Oliver, 1915
  - Holoplocamus Odhner, 1926
  - Joubiniopsis Risbec, 1928
  - Kaloplocamus Bergh, 1892
  - Limacia O.F. Müller, 1781
  - Plocamopherus Rüppell in Rüppell & Leuckart, 1828
  - Triopha Bergh, 1880

## Galerie

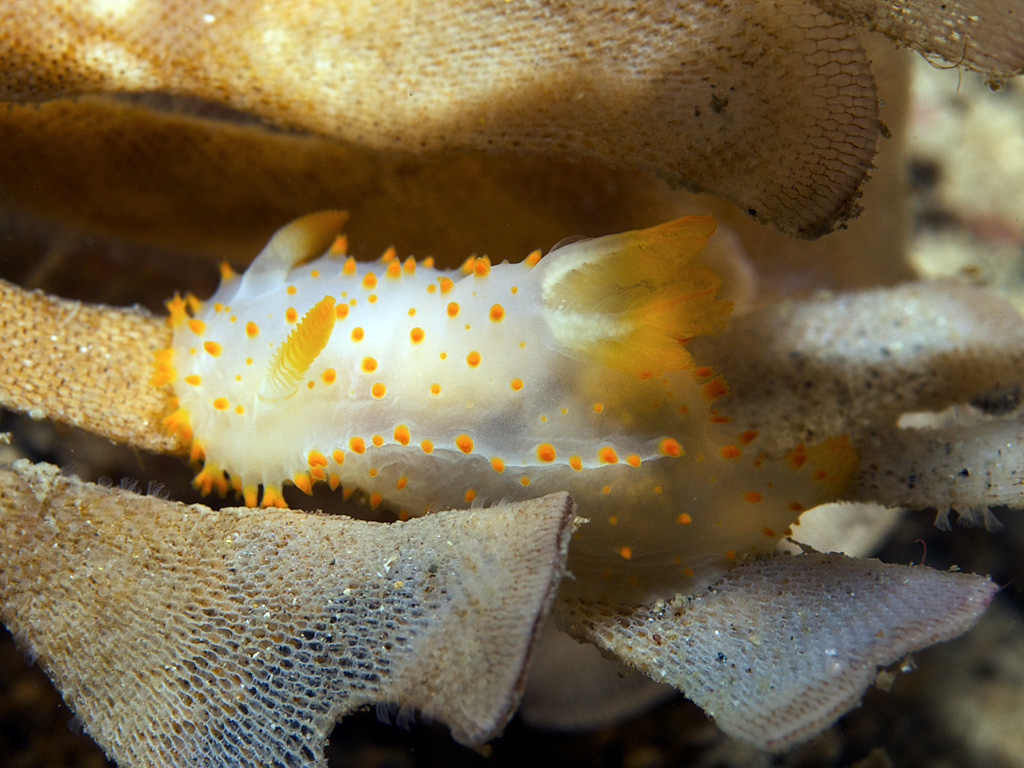
Crimora papillata
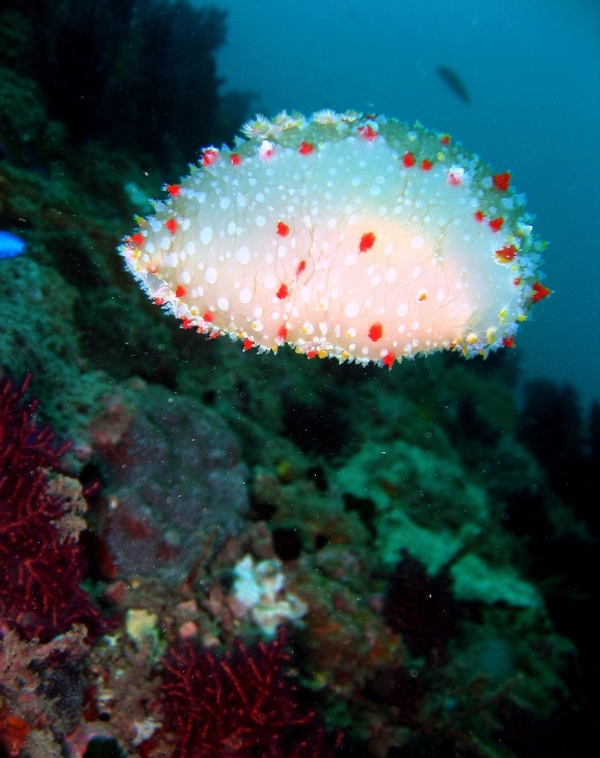
Kalinga ornata
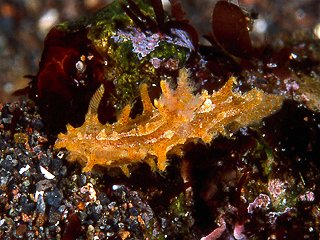
Kaloplocamus peludo
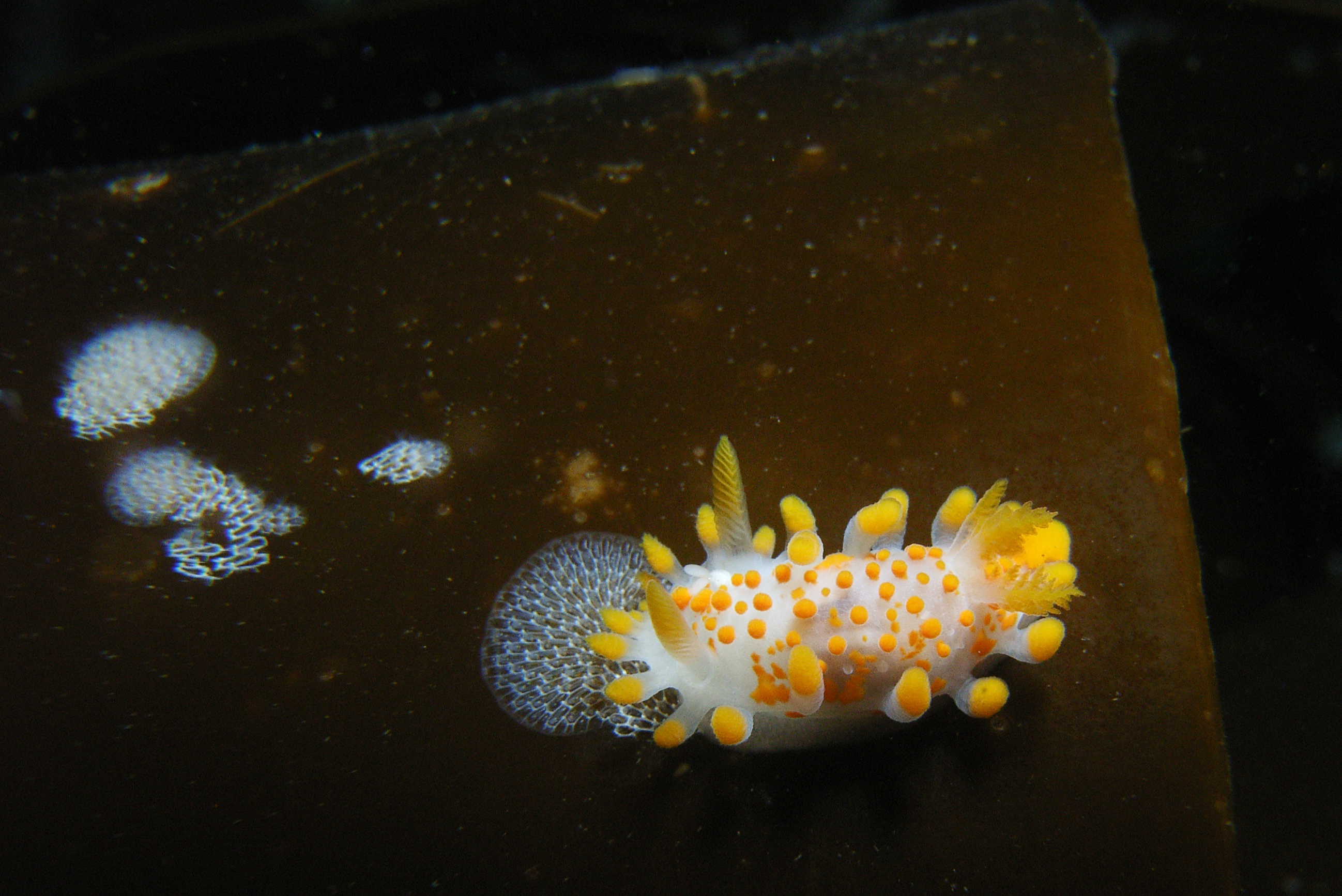
Limacia clavigera
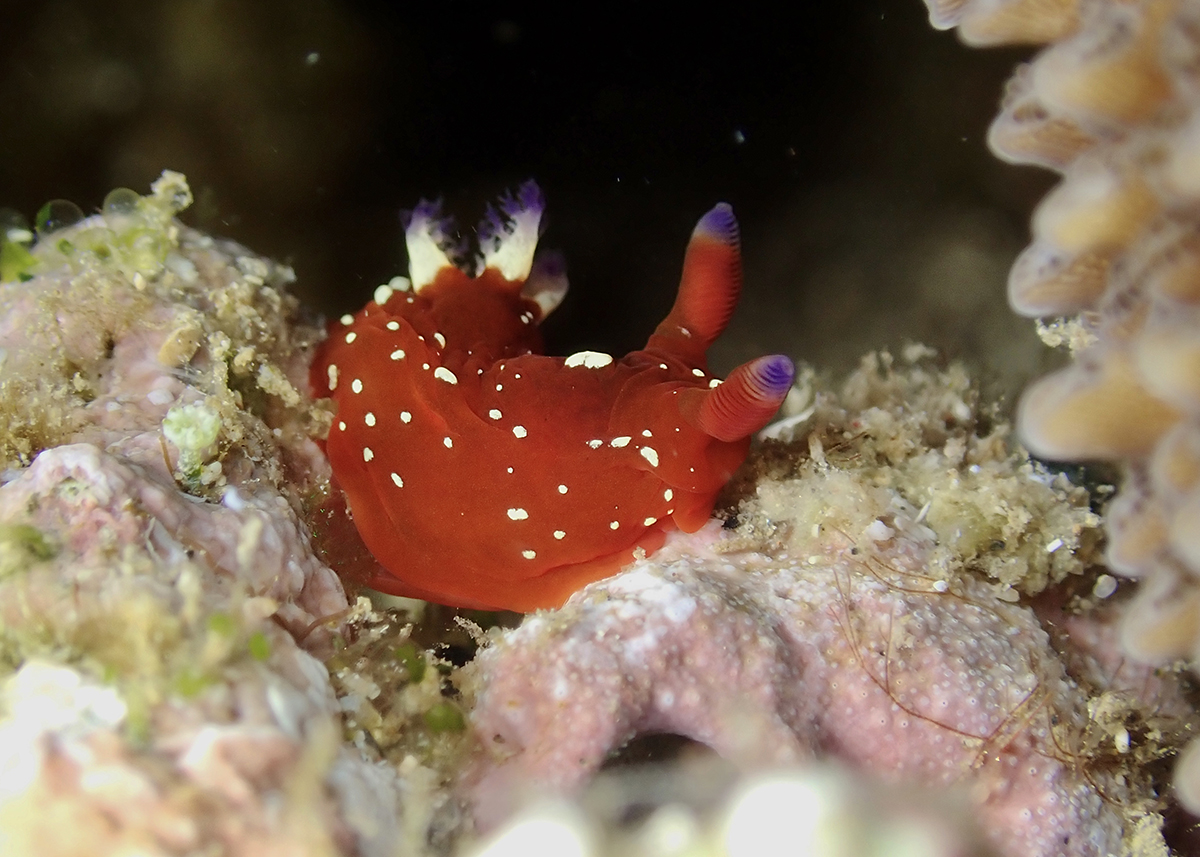
Martadoris limaciformis
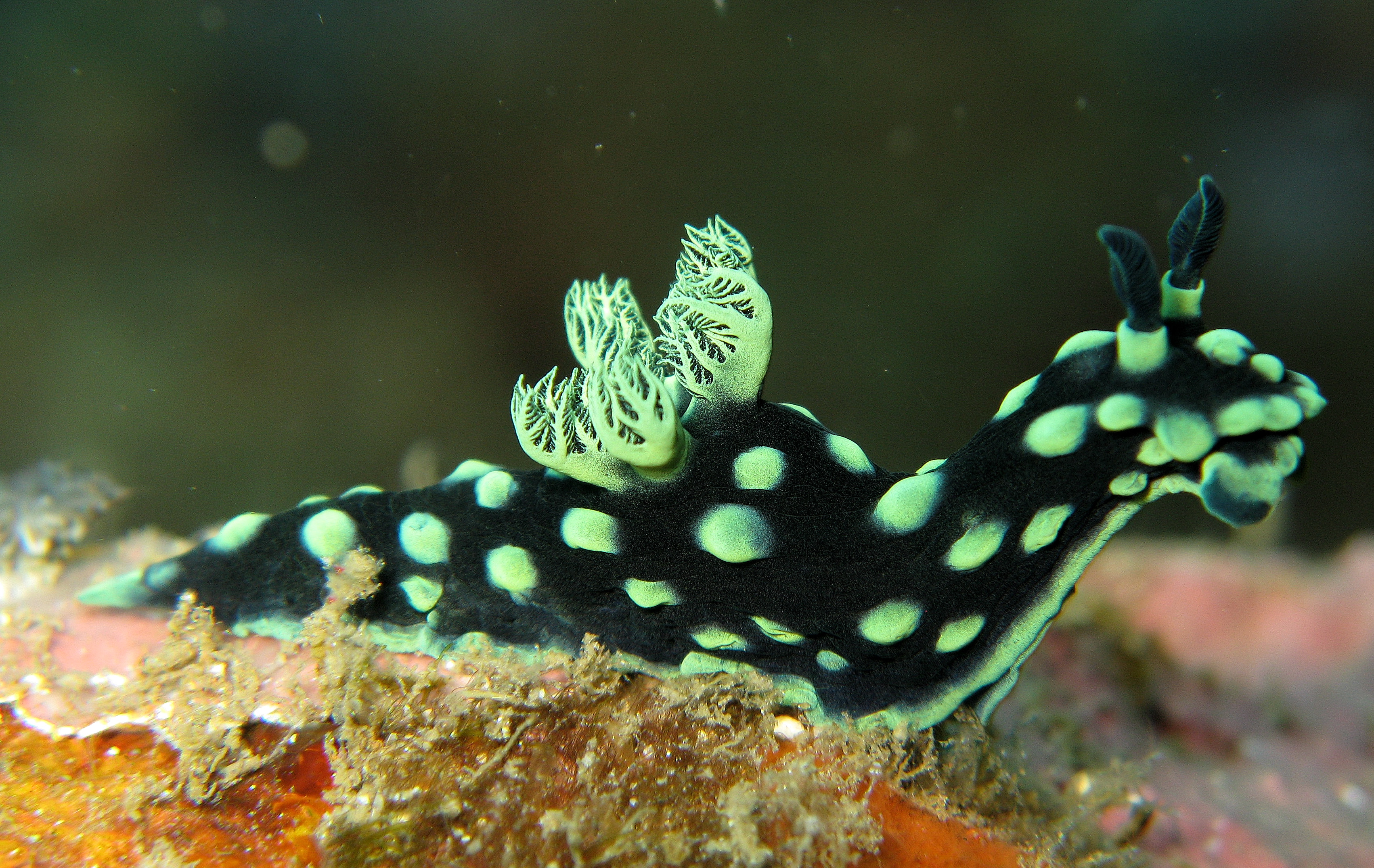
Nembrotha cristata
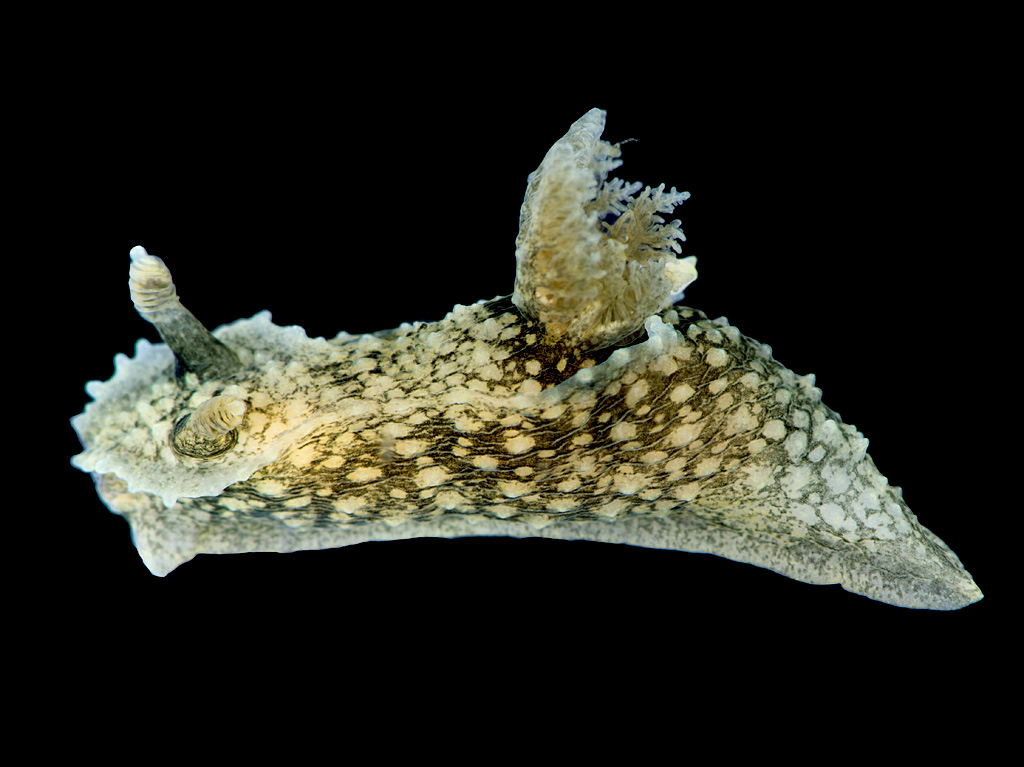
Palio nothus
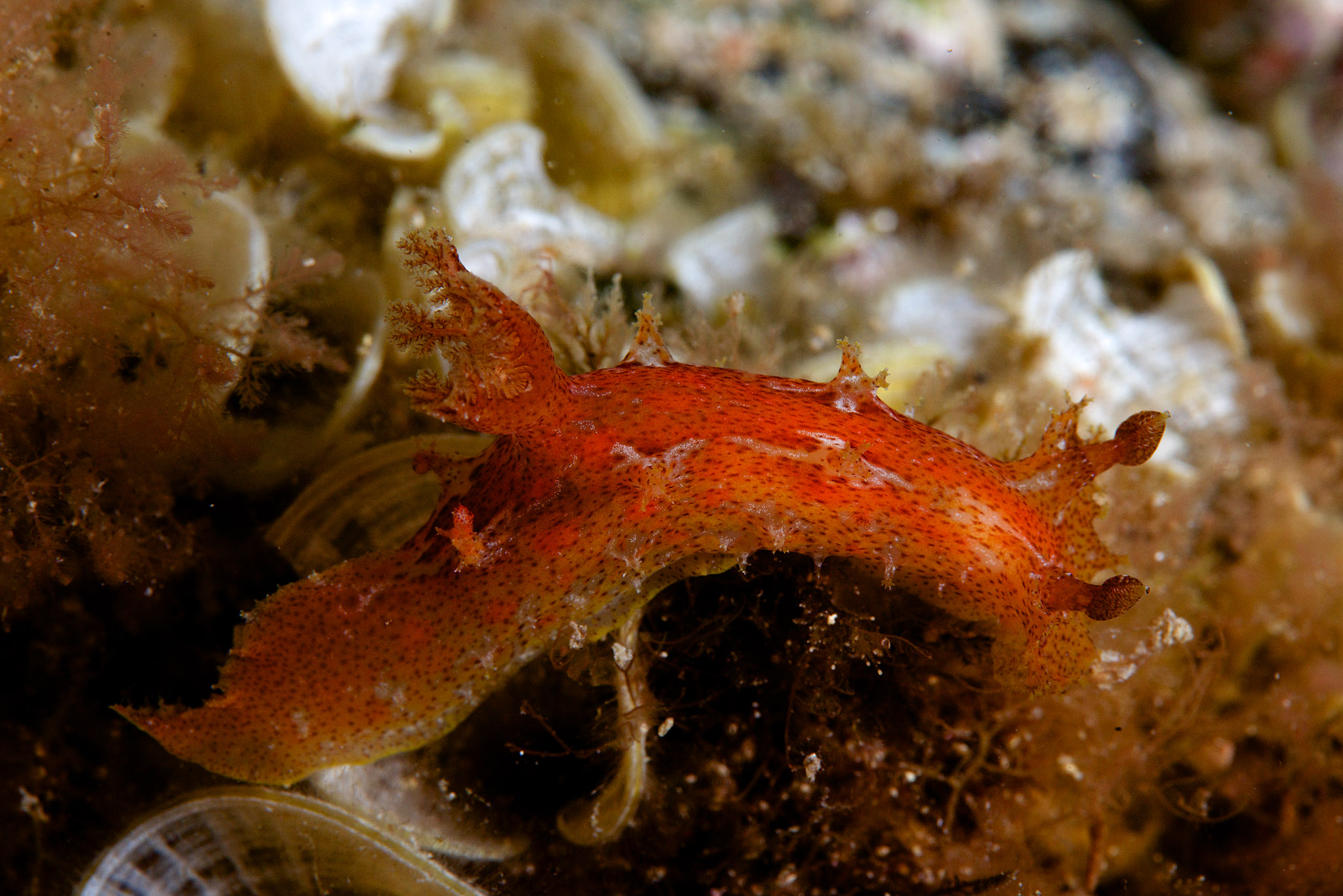
Plocamopherus maderae
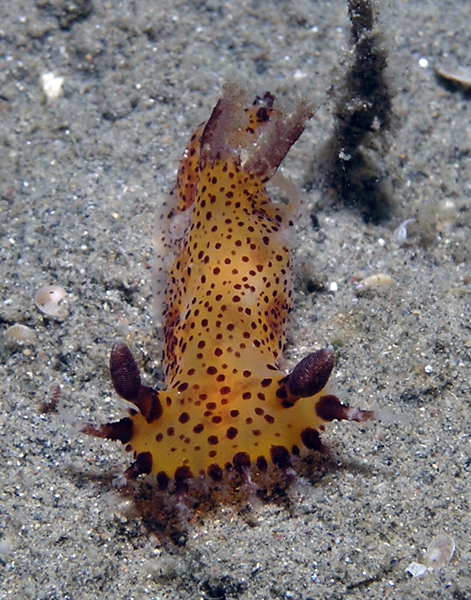
Polycera abei
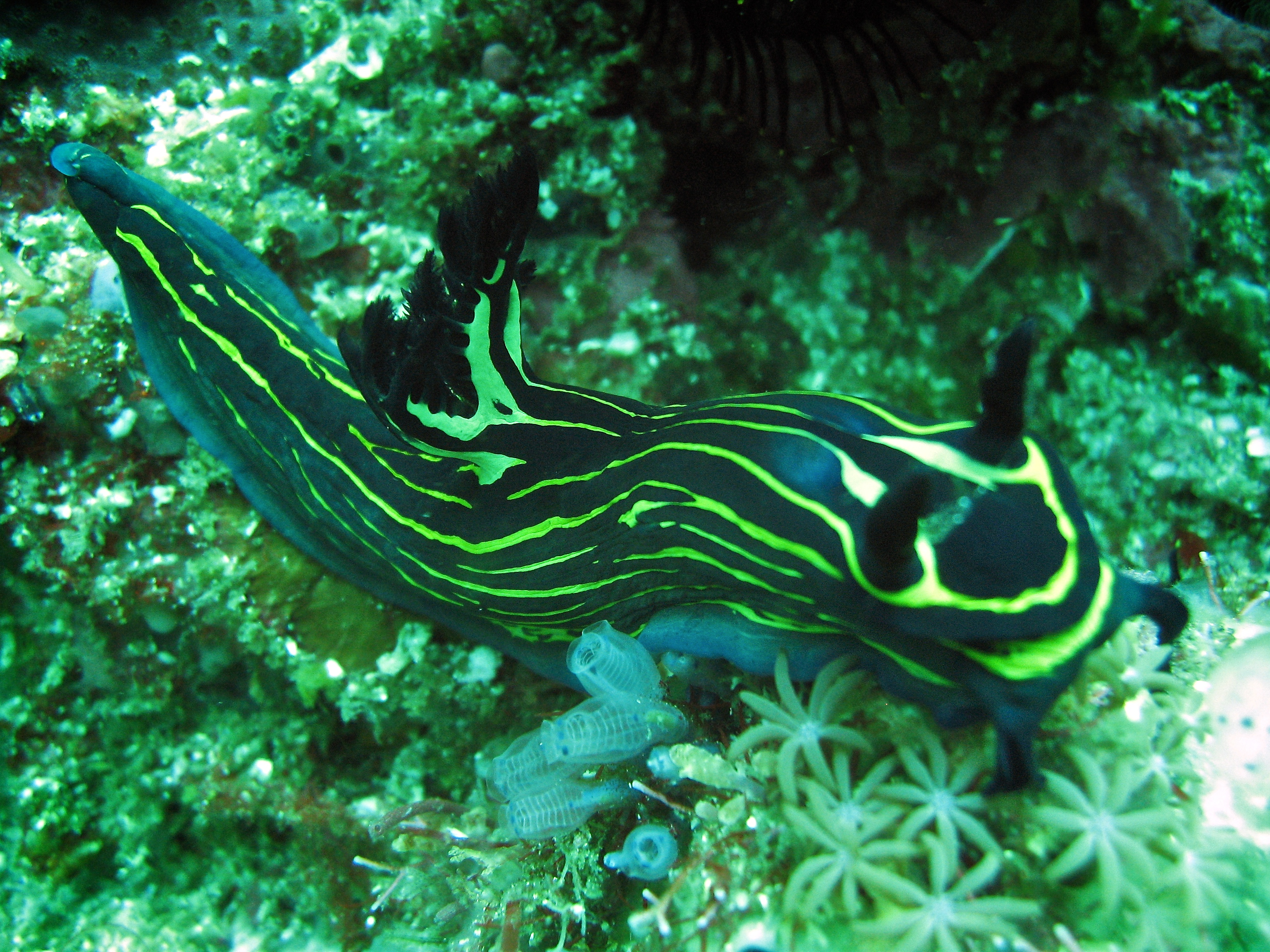
Roboastra luteolineata
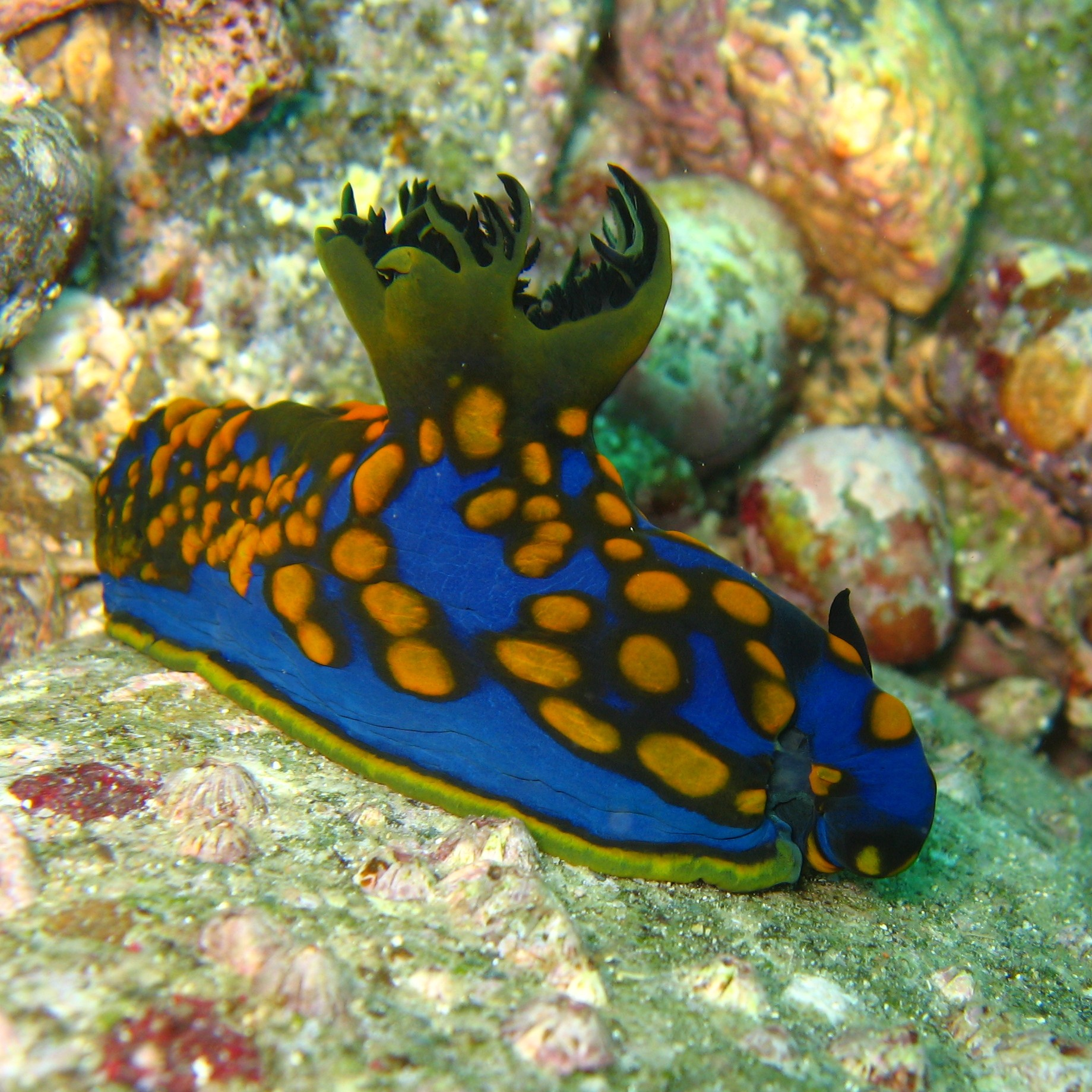
Tambja sagamiana
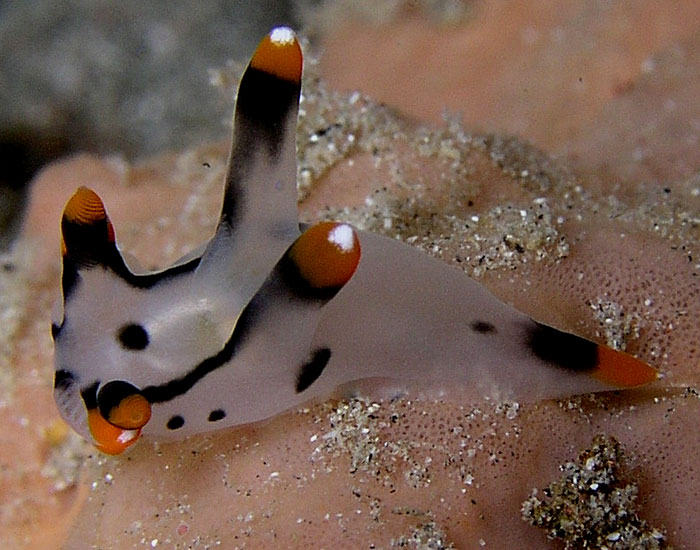
Thecacera picta
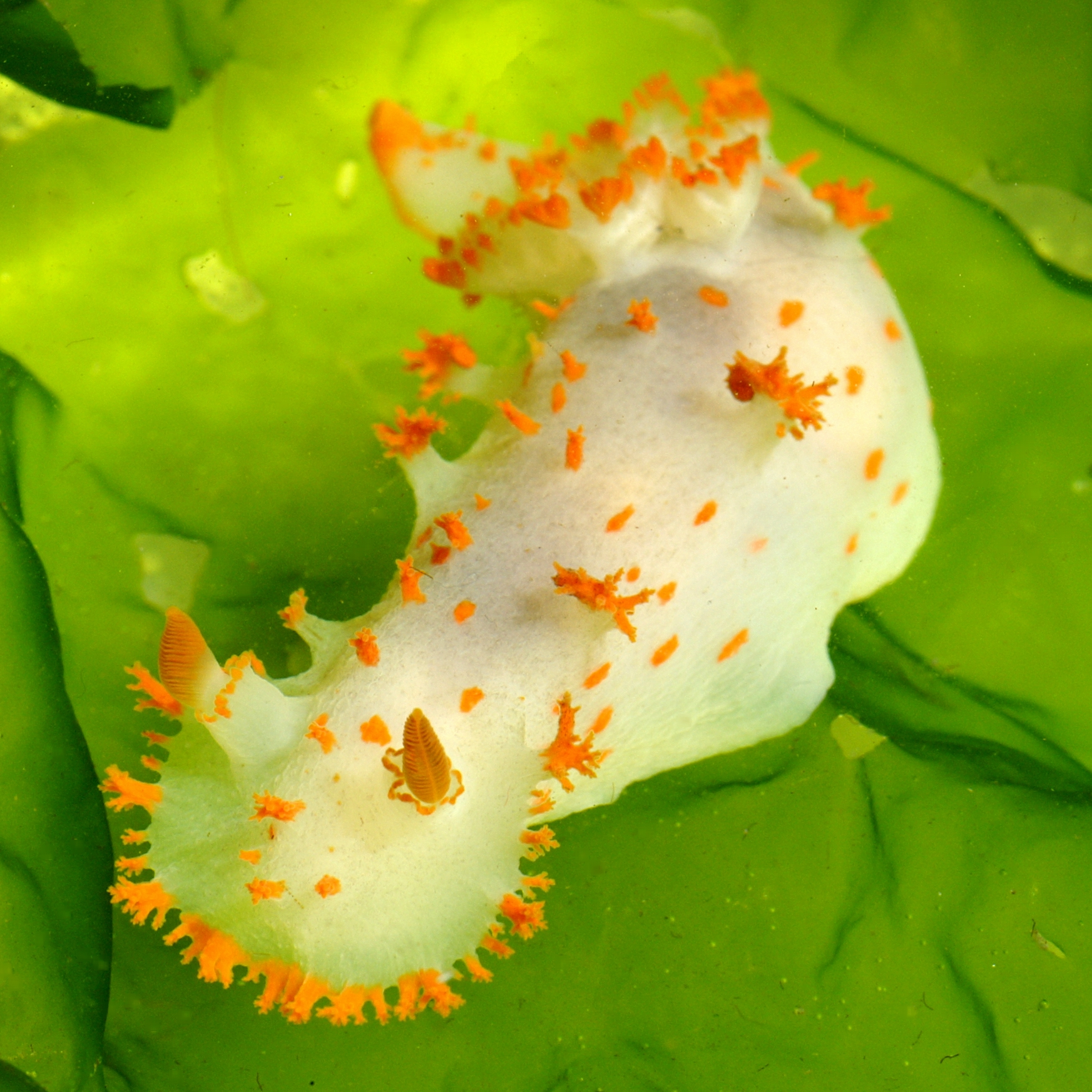
Triopha catalinae